# Jeremy Thorpe
John Jeremy Thorpe (Londra, 29 aprile 1929 – Londra, 4 dicembre 2014) è stato un politico britannico, leader del Partito Liberale dal 1967 al 1976 e membro della Camera dei Comuni per il collegio di North Devon dal 1959 al 1979.

## Biografia
Membro del Parlamento britannico per il Devon del Nord dal 1959 al 1979, fu il leader del Partito Liberale dal 1967 al 1976, succedendo a Jo Grimond. La sua carriera politica si eclissò quando un conoscente, Norman Scott, affermò di aver avuto una storia d'amore con lui nei primi anni sessanta, periodo in cui gli atti omosessuali erano illegali in Gran Bretagna. Lo scandalo costrinse Thorpe a dimettersi da leader del Partito Liberale, anche se egli negò sempre la veridicità del racconto. In seguito venne accusato di istigazione e concorso in omicidio, accuse dalle quali venne assolto nel 1979, poco dopo aver perso il suo seggio nelle elezioni generali. La faccenda viene narrata nel romanzo Uno scandalo molto inglese di John Preston, da cui è stata tratta la miniserie televisiva A Very English Scandal.